# Терней
Терней (рос. Терней) — селище міського типу, адміністративний центр Тернейського району на північному сході Приморського краю, Росія. 

## Географія
Селище Терней лежить на правому березі річки Серебрянка за три кілометри від впадання її в бухту Серебрянка Японського моря.
Дорога до сел. Терней йде на північ від с. Пластун, відстань до Пластуна близько 58 км.
Відстань по автодорозі до Владивостока 665 км, до Хабаровська 640 км.
На північ від сел. Терней йде дорога до села Мала Кема, відстань до Малої Кеми близько 100 км.
Від автодороги Терней — Мала Кема на північний захід йде дорога до сіл Тайожне і Молодіжне Красноармійського району, відстань до Тайожного близько 120 км, до Молодіжного близько 160 км, іншоъ автодороги в ці віддалені населені пункти немає.

## Історія

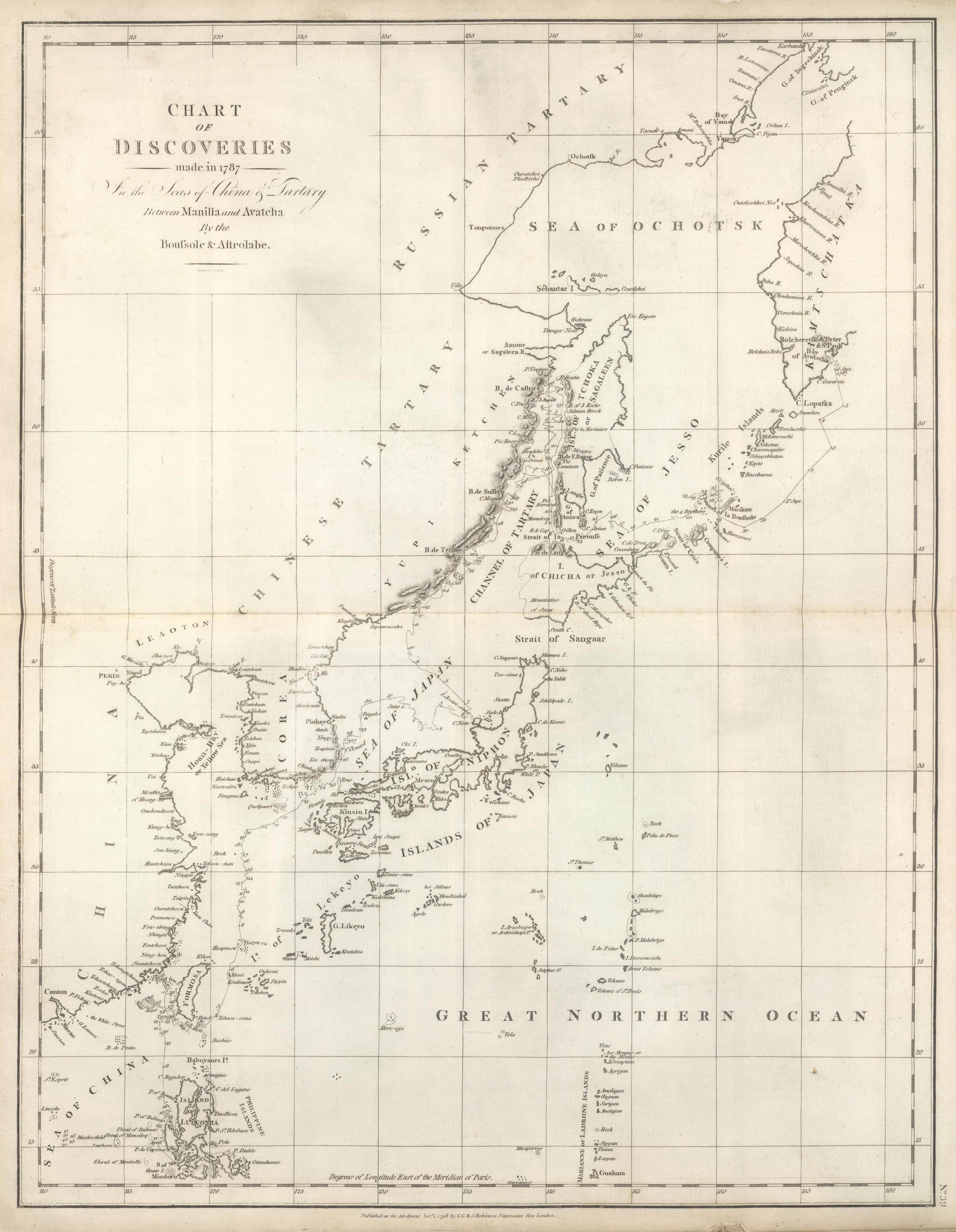
Затока Терней на карті 1799 року

Бухта Терней була відкрита для європейців  Лаперузом 23 червня 1787 роцы, і названа ним же на честь французького мореплавця адмірала  Шарля д'Арсака де-Тернея (фр. Baie de Ternay).
Село Грінгмутовка заснована у вересні 1908 року, названа переселенцями в честь померлого в 1907 лідера чорносотенного руху Володимира Грінгмута.
У 1922 році село було перейменовано в Терней, а з 1938 року отримала статус селища міського типу.